# Gabriele Tinti
Gabriele Tinti, nome artístico de Gastone Tinti (Molinella, 22 de agosto de 1932 — Roma, 12 de novembro de 1991), foi um ator italiano.

## Biografia
Ele trabalhou em mais de 100 produções e atuou na Itália, nos Estados Unidos da América e no Brasil, onde participou de dois filmes: Noite Vazia, de Walter Hugo Khouri.
Teve o auge da sua carreira na Itália na década de 1960 e depois de ter um romance com a atriz Anna Magnani, conheceu a atriz brasileira Norma Bengell em 1963. Apaixonou-se por ela, e se casaram no Brasil no ano seguinte, nos estúdios da Vera Cruz durante as filmagens de Noite Vazia em que ambos trabalhavam ao lado de Odete Lara e Mário Benvenutti.
Depois que o casamento acabou, em 1969, o ator voltou definitivamente para a Itália e trabalhou no cinema até semanas antes de morrer, vitimado por um câncer no pulmão.

## Filmografia parcial
- Altri tempi, de Alessandro Blasetti (1951)
- Amor non ho... però... però, de Giorgio Bianchi (1951)
- Anni facili, de Luigi Zampa (1953)
- Cronache di poveri amanti, de Carlo Lizzani (1954)
- Giorni d'amore, de Giuseppe De Santis (1954)
- Cani perduti senza collare, de Jean Delannoy (1955)
- Il coraggio, de Domenico Paolella (1955)
- La banda degli onesti, de Camillo Mastrocinque (1956)
- Tempo di villeggiatura, de Antonio Racioppi (1956)
- Totò, lascia o raddoppia?, de Camillo Mastrocinque (1956)
- Scapricciatiello, de Luigi Capuano (1956)
- Malafemmina, de Armando Fizzarotti (1957)
- El Alamein, de Guido Malatesta (1957)
- Serenatella sciuè sciuè, de Carlo Campogalliani (1958)
- Sorrisi e canzoni, de Luigi Capuano (1958)
- Non sono più guaglione, de Domenico Paolella (1958)
- Vite perdute, regia di Adelchi Bianchi, Roberto Mauri (1958)
- Agosto, donne mie non vi conosco, de Guido Malatesta (1959)
- David e Golia, de Ferdinando Baldi (1959)
- Destinazione Sanremo, de Domenico Paolella (1959)
- Il terrore dei barbari, de Carlo Campogalliani (1959)
- Letto a tre piazze, de Steno (1960)
- Esther and the King, de Raoul Walsh (1960)
- Caccia al marito, de Marino Girolami (1960)
- Madri pericolose, de Domenico Paolella (1960)
- Il principe fusto, de Maurizio Arena (1960)
- L'Atlantide, de Edgar G. Ulmer (1961)
- La banda Casaroli, de Florestano Vancini (1962)
- Solo contro Roma, de Herbert Wise (1962)
- Le sette spade del vendicatore, de Riccardo Freda (1962)
- Sodom and Gomorrah, de Robert Aldrich, Sergio Leone (1962)
- I sequestrati di Altona, de Vittorio De Sica (1962)
- Il giorno più corto, de Sergio Corbucci (1962)
- Beta Som, de Bruno Vailati, Charles Frend (1963)
- Ulisse contro Ercole, de Mario Caiano (1963)
- Le tardone, dei Marino Girolami (1963)
- Le gendarme de Saint-Tropez, de Jean Girault (1964)
- Noite Vazia, de Walter Hugo Khouri (1965)
- Sette uomini d'oro, de Marco Vicario (1965)
- The Flight of the Phoenix, de Robert Aldrich (1966)
- Brigade antigangs, de Bernard Borderie (1966)
- L'homme de Mykonos, de René Gainville (1966)
- Roger la Honte, de Riccardo Freda (1966)
- Il grande colpo dei sette uomini d'oro, de Marco Vicario (1967)
- L'occhio selvaggio, de Paolo Cavara (1967)
- Il figlio di Django, de Osvaldo Civirani (1967)
- L'amore attraverso i secoli, de Franco Indovina (1967)
- Ecce Homo i sopravvissuti, de Bruno Gaburro (1968)
- La matriarca, de Pasquale Festa Campanile (1968)
- The Legend of Lylah Clare, de Robert Aldrich (1968)
- Scacco alla regina, de Pasquale Festa Campanile (1969)
- Le Passager de la Pluie, de René Clément (1969)
- La società del malessere, de Carlo Lizzani (1969)
- La morte risale a ieri sera, de Duccio Tessari (1970)
- Saffo, de Pietro Francisci (1970)
- La folie des grandeurs, de Gérard Oury (1971)
- Toute une vie, de Claude Lelouch (1974)
- Der Leone have sept cabeças, de Glauber Rocha (1970)
- Qui?, de Leonard Keigel (1970)
- Cannon for Cordoba, de Paul Wendkos (1971)
- Il sorriso del ragno, de Massimo Castellani (1971)
- La saignée, de Claude Mulot (1971)
- Al tropico del cancro, regia di Giampaolo Lomi e Edoardo Mulargia (1972)
- L'île mystérieuse, de Juan Antonio Bardem (1972)
- Frau Wirtins tolle Töchterlein, de Franz Antel (1973)
- Le complot, regia di René Gainville (1973)
- La sensualità è... un attimo di vita, de Dante Maraccini (1974)
- L'ossessa, de Mario Gariazzo (1974)
- 24 Ore... non un minuto di più, de Franco Bottari (1974)
- Seduzione coniugale, de Franco Daniele (1974)
- I figli di nessuno, de Bruno Gaburro (1974)
- Peccato senza malizia, de Theo Companelli (1975)
- Lisa e il diavolo, de Mario Bava (1975)
- Diabolicamente... Letizia, de Salvatore Bugnatelli (1975)
- Il colpaccio, de Bruno Paolinelli (1976)
- Velluto nero, de Brunello Rondi (1976)
- Ab morgen sind wir reich und ehrlich de Franz Antel (1976)
- Emanuelle nera - Orient Reportage, de Joe D'Amato (1976)
- Emanuelle in America, de Joe D'Amato (1976)
- Eva nera, de Joe D'Amato (1976)
- La ragazza dalla pelle di corallo, de Osvaldo Civirani (1976)
- La via della prostituzione, de Aristide Massaccesi (1977)
- Suor Emanuelle, regia di Giuseppe Vari (1977)
- Emanuelle e gli ultimi cannibali, de Joe D'Amato (1977)
- L'avvocato della mala, de Alberto Marras (1977)
- La mujer de la tierra caliente, de José María Forqué (1978)
- Voglia di donna, de Franco Bottari (1978)
- I guappi non si toccano, de Mario Bianchi (1979)
- Porno Esotic Love, de Joe D'Amato (1980)
- Nessuno è perfetto, de Pasquale Festa Campanile (1981)
- L'infermiera di campagna, de Mario Bianchi (1981)
- Violenza in un carcere femminile, de Bruno Mattei (1982)
- La belva dalla calda pelle, de Bruno Fontana (1982)
- Blade Violent - I violenti, de Bruno Mattei (1982)
- Ritorno dall'inferno, de Hal Bartlett (1982)
- Endgame - Bronx lotta finale, de Joe D'Amato (1983)
- Mystère, de Carlo Vanzina (1983)
- Il peccato di Lola, de Bruno Gaburro (1984)
- Senza vergogna, de Gianni Siragusa (1985)
- Inferno in diretta, de Ruggero Deodato (1985)
- Giuro che ti amo, de Nino D'Angelo (1986)
- La monaca del peccato, de Joe D'Amato (1986)
- Il mostro di Firenze, de Cesare Ferrario (1986)
- Riflessi di luce, de Mario Bianchi (1988)
- Non aver paura della zia Marta, de Mario Bianchi (1988)
- La puritana, de Ninì Grassia (1989)
- Uccelli 2, de René Cardona jr. (1990)
- Il ladro di ragazzi, de Christian de Chalonge (1991)